# شبکه بامبو
شبکه بامبو (چینی ساده‌شده: 竹网; چینی سنتی: 竹網; پین‌یین: zhú wǎng) یا مشترک‌المنافع چین (چینی ساده‌شده: 中文联邦; چینی سنتی: 中文聯邦; پین‌یین: Zhōngwén liánbāng) اصطلاحی که برای مفهوم‌سازی ارتباطات بین مشاغلی است که توسط جامعه چینی‌های خارج از کشور در آسیای جنوب شرقی اداره می‌شود. شبکه‌های تجاری چینی در خارج از کشور تنها گروه تجاری خصوصی غالب خارج از شرق آسیا را تشکیل می‌دهند. این جامعه تجاری چینی خارج از کشور آسیای جنوب شرقی، یعنی مالزی، اندونزی، سنگاپور، تایلند، ویتنام، فیلیپین و میانمار را با اقتصادهای چین بزرگ (سرزمین اصلی چین، هنگ کنگ، ماکائو و تایوان) مرتبط می‌کند. چینی‌های خارج از کشور در بخش تجاری آسیای جنوب شرقی نقش مهمی دارند.
از آغاز قرن بیست و یکم، آسیای جنوب شرقی پسااستعماری اکنون به ستون مهم اقتصاد چین در خارج از کشور تبدیل شده‌است، زیرا شبکه بامبو نماد مهمی برای تحسین خود به عنوان یک پایگاه بین‌المللی گسترده چین است.